# 30 (álbum)
30 es el cuarto álbum de estudio de la cantautora británica Adele, lanzado el 19 de noviembre de 2021 a través de los sellos discográficos de Columbia Records y Melted Stone. El título del álbum hace referencia a la edad en que la cantante empezó a escribir las canciones del disco, y aborda temas acerca de la separación, divorcio, maternidad, aceptación y ansiedad de la fama. El álbum fue escrito entre 2018 y 2021 con los productores Greg Kurstin, Tobias Jesso Jr., Max Martin y Shellback, con quienes trabajó en su disco anterior, 25 (2015); los nuevos colaboradores de 30 incluyen a Ludwig Göransson e Inflo de la banda inglesa Sault.
30 fue descrito como un álbum de pop, jazz y soul centrado en temas románticos pero melancólicos de dolor, aceptación y esperanza. Asimismo, se lo ha descrito como el trabajo más creativo de Adele desde un punto de vista sonoro, ampliando sus trabajos anteriores al incorporar elementos dance-pop y góspel. El pianista de jazz estadounidense Erroll Garner figura en la pista «All Night Parking» como artista invitado, marcando la primera vez que un artista aparece en un álbum estándar de Adele. Tras su publicación, 30 recibió aclamación generalizada por parte de los críticos musicales, quienes elogiaron su instrumentación cinematográfica, la interpretación vocal de Adele y sus letras introspectivas. El álbum logró aparecer en listas de los mejores álbumes de fin de año de 2021 de varias publicaciones.
El sencillo principal, «Easy on Me», fue lanzado el 15 de octubre de 2021 con éxito internacional. 30 fue anunciado mediante una amplia campaña promocional, que incluyó un concierto especial emitido por la cadena CBS titulado Adele One Night Only, acompañado de una entrevista con la presentadora de programas estadounidense Oprah Winfrey, el 14 de noviembre de 2021, seguido de un concierto especial de ITV titulado An Audience with Adele el 21 de noviembre de 2021 y dos conciertos de British Summer Time Hyde Park programados también para el 1° y 2 de julio de 2022.

## Antecedentes
Durante la creación de 25, Adele escribió suficiente material para lo que, según ella, podrían ser tres o cuatro álbumes. Más tarde reveló que tenía cuatro o cinco canciones que revisaría más adelante, entre ellas una canción hecha junto a Greg Kurstin que sintió que sería más apropiada una vez que fuera mayor. Según los medios, Adele estaba trabajando en su cuarto álbum de estudio en 2018. El baterista Matt Chamberlin confirmó que había estado en el estudio con ella para su cuarto álbum de estudio. Así como también junto a Rick Nowels, John Legend y Raphael Saadiq con la esperanza de crear un álbum «lleno de soul, con un sonido más ecléctico».
Tras su matrimonio con Simon Konecki en 2018, dos años después de lo que informaron los medios de comunicación, Adele solicitó el divorcio en 2019. Luego de la separación de Konecki, y en un viaje de autosanación, Adele comenzó sesiones de terapia y reparó la relación distante que tenía con su padre. Durante este período, Adele sufriría ansiedad, algo que afirmó en una entrevista con Vogue, la inspiró para 30, junto con su separación de Konecki, la exploración de la fama y su maternidad. Los años que siguieron dejando su matrimonio atormentaron a Adele, especialmente el efecto que tuvo en su hijo. La cantante decidió tener conversaciones diarias con su hijo sobre el divorcio y grabó sus conversaciones siguiendo los consejos de su terapeuta. Casi al mismo tiempo, Adele regresó al estudio inspirada por las conversaciones con su hijo, y quiso crear algo que permitiera explicarle por qué dejó a su padre.
Al principio durante la promoción de 25, Adele reveló que iba a dejar de nombrar a sus álbumes basándose en su edad cuando los escribe. Aun así, el 5 de mayo de 2019, en su cumpleaños número 31, Adele publicó varias fotografías en blanco y negro de sí misma en su cuenta de Instagram, celebrando la ocasión junto con un mensaje de reflexión respecto al año anterior. El mensaje terminó con «30 será un disco con baterías y bajos», dando a entender que el nuevo álbum estaba en camino. El 15 de febrero de 2020, Adele anunció en la boda de su mejor amiga que su cuarto álbum saldría en septiembre de ese mismo año. Sin embargo, más tarde el mismo mánager de la cantante anunció que el álbum se había retrasado debido la pandemia por el COVID-19, agregando que el álbum «estará listo cuando esté listo».

## Producción
El álbum contiene colaboraciones con los productores y compositores suecos Max Martin y Shellback (ambos coautores del sencillo «Send My Love (To Your New Lover)» de 25), el compositor sueco Ludwig Göransson, el cantautor canadiense Tobias Jesso Jr., el productor de Little Simz, Inflo, así como los raperos Tyler, the Creator y Skepta. De manera similar a los álbumes anteriores de Adele, las pistas vocales de 30 son los demos originales.

## Lanzamiento y promoción
El 1 de octubre de 2021, varias proyecciones y vallas publicitarias del número «30» comenzaron a aparecer en todo el mundo en importantes monumentos como el Palacio de Buckingham, la Torre Eiffel, el Empire State Building, el Coliseo Romano y el Museo del Louvre, lo que aumentó la especulación desenfrenada de que Adele era responsable y que ese 30 sería el título de su cuarto álbum. El 4 de octubre de 2021, Adele cambió todas las imágenes de su perfil de redes sociales a una foto azul marino y también actualizó su sitio web para que coincida con un nuevo logotipo. Al día siguiente, Adele anunció que el sencillo principal «Easy on Me» se lanzaría el 15 de octubre de 2021. En octubre de 2021, Adele se convirtió en la primera persona en aparecer simultáneamente el mismo mes en las portadas de las ediciones estadounidense y británica de Vogue, ambas con sesiones de fotos separadas para las revistas y entrevistas sobre el nuevo álbum.
El 4 de noviembre, dos semanas antes del lanzamiento del álbum, Consequence informó que «un retraso importante en la producción de vinilo» se debió en parte a 30. En un informe del 3 de noviembre, Variety había declarado que Adele tenía que convertir el álbum en seis meses de anticipación para tener listos sus LP en vinilo para el 19 de noviembre, día de su lanzamiento. Se fabricaron más de medio millón de copias en vinilo de 30 en los meses previos al día del lanzamiento, y Sony Music eliminó los álbumes de catálogo de sus plantas en el extranjero para garantizar que «no habrá escasez de LP de Adele durante los días festivos», que junto con el retraso preexistente en la producción debido a la pandemia de COVID-19, se volvió perjudicial para los álbumes de otros artistas. Ed Sheeran dijo: «hay como tres fábricas de vinilos en el mundo, así que tienes que hacerlo como si nada por adelantado, y Adele básicamente había reservado todas las fábricas de vinilos, así que teníamos que conseguir un espacio y poner nuestro álbum allí. Era como yo, Coldplay, Adele, Taylor, ABBA, Elton, todos intentábamos imprimir nuestros vinilos al mismo tiempo».

### Conciertos
Como parte de la promoción en los Estados Unidos, el 18 de octubre de 2021, CBS anunció Adele One Night Only, un concierto y programa de televisión de dos horas de Adele, que incluía un segmento de entrevistas con la presentadora de programas de entrevistas estadounidense Oprah Winfrey; el especial se filmó en el Observatorio Griffith en Los Ángeles y se emitió el 14 de noviembre de 2021. Para el Reino Unido, otro concierto especial llamado An Audience with Adele salió al aire el 21 de noviembre a través del canal abierto ITV, y se lanzó a su plataforma bajo demanda ITV Hub; el concierto único fue filmado en el London Palladium en Londres, y contó con una audiencia compuesta por fanáticos y «héroes y heroínas personales de Adele, compañeros músicos, artistas, actores, deportistas, deportistas y más». Adele tocó en dos conciertos en British Summer Time Hyde Park, Londres, del 1 al 2 de julio de 2022. Las entradas estuvieron disponibles el 26 de octubre de 2021 en el sitio web de Adele y a través de American Express. Los precios «exorbitantes» de sus entradas fueron recibidos con críticas por parte de muchos fanáticos en línea, con el precio más bajo posible de £90 y el más alto de £579.95.

## Recepción

### Comentarios de la crítica
30 recibió «aclamación universal» de acuerdo con Metacritic, que asigna una puntuación normalizada de 100 a las valoraciones de las publicaciones, el álbum recibió una puntuación media ponderada de 88 (en un rango que va de 0 a 100) basada en 15 reseñas compiladas.
El periodista musical de Rolling Stone, Rob Sheffield, calificó a 30 de Adele como «el álbum más duro y poderoso hasta ahora» con las mejores interpretaciones vocales de su carrera, y elogió la «hábil» producción de sus colaboradores. Neil McCormick, en su reseña para The Daily Telegraph, aclamó a 30 como su disco más fuerte hasta el momento, que contiene canciones “potentes” con emociones “intensas” e interpretaciones “brillantes”. Emma Swann de DIY describió el álbum como "crudo e intransigente", combinando música cinematográfica con letras sobre «el dolor, la autoflagelación, la esperanza, la aceptación».
David Smyth, de Evening Standard, calificó a 30 como "un regreso devastador" lleno de canciones uptempo y baladas intensas. Mikael Wood de Los Angeles Times opinó que el álbum examina «las causas y consecuencias del amor» usando las experiencias personales de Adele, y destacó su «altísima pero suave y hermosa» voz. La crítica Annabel Nugent de The Independent encontró el álbum «franco, sin filtros y sin mediación», además de contener algunas canciones de amor optimistas, a diferencia de sus discos anteriores, cuyos temas tristes «pueden ser exagerados». Kate Solomon, escribiendo para i, dijo que 30 es un álbum «reverente y desordenado, pulido y doloroso» de una «mujer en crisis, desde noches furiosas alimentadas por vino hasta momentos tranquilos y de lágrimas».
David Cobbald, en su reseña para The Line of Best Fit, elogió la esencia teatral de 30 y el uso de instrumentos electrónicos y sintetizadores en su producción, pero descartó canciones como «Oh My God» y «Can I Get It» como "cuestionables". Las críticas de El Hunt de NME y Alexis Petridis de The Guardian fueron mixtas. Hunt apodó 30 como el álbum más creativo de Adele hasta la fecha, pero con letras aún en «territorio más seguro», y apreció los nuevos sonidos que Adele intentó en el álbum, pero sintió que las composiciones de las pistas «Hold On», «I Drink Wine» y «Can I Get It» son discordantes. Petridis dijo que el álbum es monótono musical y líricamente con respecto a sus álbumes anteriores, y «dadas sus cifras de ventas, no se puede culpar a Adele por negarse a jugar con una fórmula que claramente no está rota. Pero lo hace, y lo hace para lo más destacado de 30».

### Galardones y nominaciones
Antes de su publicación, 30 fue listado como uno de los álbumes más esperados de 2021, sin aún haber sido anunciada su fecha de lanzamiento, entre las publicaciones se encuentran Pitchfork, Rolling Stone y Forbes. En 2022, en la 42.ª entrega de los Premios Brit, Adele estuvo nominada en cuatro categorías, en las que ganó canción del año por «Easy on Me», artista del año y álbum británico del año por 30. En los iHeartRadio Music Awards de 2022, 30 recibió dos premios por mejor álbum de regreso y mejor álbum pop del año.
| Año  | Ceremonia de premiación  | Categoría                   | Resultado | Ref.   |
| ---- | ------------------------ | --------------------------- | --------- | ------ |
| 2022 | Brit Awards              | Álbum británico del año     | Ganador   | [ 45 ] |
| 2022 | iHeartRadio Music Awards | Mejor álbum de regreso      | Ganador   | [ 46 ] |
| 2022 | iHeartRadio Music Awards | Álbum pop del año           | Ganador   | [ 46 ] |
| 2022 | Kids' Choice Awards      | Álbum favorito              | Nominado  | [ 47 ] |
| 2022 | Juno Awards              | Álbum internacional del año | Nominado  | [ 48 ] |
| 2022 | Billboard Music Awards   | Top Billboard 200 Álbum     | Nominado  | [ 49 ] |

### Rendimiento comercial
El 29 de octubre de 2021, tres semanas antes del lanzamiento, el álbum rompió el récord en Apple Music como el álbum más pre-añadido en la plataforma de streaming, superando a Happier Than Ever de Billie Eilish (2021); 30 también rompió el récord de la mayor cantidad de pre-órdenes en un solo día, así como el récord de lograrlo en el menor tiempo. Según United World Chart, 30 vendió más de 3 millones de unidades en todo el mundo en solo cuatro semanas. Es el primer mes de ventas más grande para un álbum femenino desde su propio álbum 25. Asimismo, el álbum se convirtió en el vinilo más vendido del año en los Estados Unidos con más de 234.000 copias vendidas en sólo cuatro semanas de las 250.000 copias disponibles en el país.
Con más de 500 mil copias vendidas, 30 de Adele se convirtió en el álbum más vendido del año en el Reino Unido. Igualmente el álbum se unió a Folklore de Taylor Swift como los únicos álbumes en pasar sus primeras tres semanas en el primer puesto de la lista oficial de álbumes del Reino Unido de esta década. También 30 vendió más de un millón de copias puras en Estados Unidos en sólo 16 días, convirtiéndose en el único álbum de la década 2020 en lograrlo en tan corto tiempo, superando a Folklore de Taylor Swift que llegó a dicha cifra en 89 días (tres meses). El álbum anotó la segunda semana de ventas de vinilo más grande de la historia con 50 000 copias en su segunda semana.
30 superó a Abbey Road de The Beatles y se convirtió en el vinilo más vendido en un año calendario en los Estados Unidos en solo cinco semanas. Lo convirtió en el vinilo más rápido en venderse en la historia del país. En una semana vendió más de 59.000 vinilos. Es la primera vez que un vinilo femenino es el más vendido en un año en los Estados Unidos desde su propio 25 en 2015. Con 30, Adele se convirtió en la primera artista en toda la historia que logró adueñarse del top 3 de iTunes albums Worldwide, así como también lo logró con 21 y 25.
30 ha logrado la certificación de triple platino en los Estados Unidos por vender más de 3 millones de unidades equivalentes vendidas. Eso lo convirtió oficialmente en el álbum más vendido en copias puras en lo que va de década en el país, con más de 2.5 millones de copias, siendo el primer álbum que logra acumular dichas cifras desde su propio 25.

## Lista de canciones
- Versión estandar

| N.º   | Título                                  | Escritor(es)                      | Productor(es)                      | Duración |  |
| 1.    | «Strangers by Nature»                   | Adele Adkins Ludwig Göransson     | Göransson                          | 3:02     |  |
| 2.    | «Easy on Me»                            | Adkins Greg Kurstin               | Kurstin                            | 3:44     |  |
| 3.    | «My Little Love»                        | Adkins Kurstin                    | Kurstin                            | 6:29     |  |
| 4.    | «Cry Your Heart Out»                    | Adkins Kurstin                    | Kurstin                            | 4:15     |  |
| 5.    | «Oh My God»                             | Adkins Kurstin                    | Kurstin                            | 3:45     |  |
| 6.    | «Can I Get It»                          | Adkins Max Martin Shellback       | Martin Shellback                   | 3:30     |  |
| 7.    | «I Drink Wine»                          | Adkins Kurstin                    | Kurstin                            | 6:16     |  |
| 8.    | «All Night Parking» (con Erroll Garner) | Adkins Erroll Garner [ notas1 1 ] | Joey Pecoraro [ notas1 1 ] Kurstin | 2:41     |  |
| 9.    | «Woman like Me»                         | Adkins Inflo                      | Inflo                              | 5:00     |  |
| 10.   | «Hold On»                               | Adkins Inflo                      | Inflo                              | 6:06     |  |
| 11.   | «To Be Loved»                           | Adkins Tobias Jesso Jr.           | Jesso Jr. Shawn Everett            | 6:43     |  |
| 12.   | «Love Is a Game»                        | Adkins Inflo                      | Inflo                              | 6:43     |  |
| 58:15 |                                         |                                   |                                    |          |  |

- Versión Deluxe

| Bonus tracks en edición exclusiva de Target y en edición especial japonesa |                                    |                  |               |          |  |
| N.º                                                                        | Título                             | Escritor(es)     | Productor(es) | Duración |  |
| 13.                                                                        | «Wild Wild West»                   | Adkins Göransson | Göransson     | 3:46     |  |
| 14.                                                                        | «Can't Be Together»                | Adkins Kurstin   | Kurstin       | 4:17     |  |
| 15.                                                                        | «Easy on Me» (con Chris Stapleton) | Adkins Kurstin   | Kurstin       | 3:44     |  |
| 70:02                                                                      |                                    |                  |               |          |  |

## Personal
Músicos
- Adele – voz (todas las pistas), coros (3), pandereta (5), aplausos (6, 12)
- Ludwig Göransson – bajo, teclados, melódica, piano, sintetizador (1)
- David Campbell – cuerdas (1, 3, 7, 10, 12)
- Serena Göransson – cuerdas (1)
- Greg Kurstin – bajo, piano (2–5, 7); caja de ritmos (2), melódica (3, 4, 7), guitarra de acero (3), palmas (4, 5), guitarra (4), órgano (4, 5, 7), batería, teclados, *percusión (5, 7); sintetizador (7)
- Angelo – coros (3)
- Chris Dave – batería (3-5, 9), percusión (3, 9, 12), bongos, vibraslap (4)
- Max Martin – coros, teclados, piano, programación, silbidos (6)
- Shellback – bajo, palmas, batería, guitarra, teclados, percusión, programación (6)
- Joey Pecoraro – batería, piano, trompeta, violín (8)
- Erroll Garner – piano (8)
- Inflo – bajo, guitarra (9, 10, 12); batería, órgano, percusión, piano (10, 12); aplausos (12)
- Tobias Jesso Jr. – piano (11)

Técnicos
- Randy Merrill - masterización
- Matt Scatchell - mezcla (1–5, 7–12)
- Tom Elmhirst - mezcla (1–5, 7–12)
- Serban Ghenea - mezcla (6)
- John Hanes - mezcla (6)
- Riley Mackin - ingeniería (1)
- Steve Churchyard - ingeniería (1, 3, 7, 10, 12)
- Alex Pasco - ingeniería (2-5, 7)
- Greg Kurstin - ingeniería (2-5, 7), ingeniería vocal (8)
- Julian Burg: ingeniería (2-5, 7), ingeniería vocal (8)
- Lasse Mårtén - ingeniería (6)
- Michael Ilbert - ingeniería (6)
- Sam Holland - ingeniería (6)
- Inflo - ingeniería (9, 10, 12)
- Matt Dyson - ingeniería (9, 12)
- Todd Monfalcone - ingeniería (9)
- Tom Campbell - ingeniería (10)
- Ivan Wayman - ingeniería (11)
- Shawn Everett - ingeniería (11)
- Ryan Lytle: ingeniería (12), asistencia de ingeniería (9)
- Bryce Bordone - asistencia de ingeniería (5, 6)
- Brian Rajaratnam - asistencia de ingeniería (10)